# Hector Pieterson
Hector Pieterson, né le 19 août 1963 et mort le 16 juin 1976 (à douze ans) à Soweto, est un écolier sud-africain mort durant les émeutes de Soweto dans le quartier d'Orlando West à Soweto, tué par la police sud-africaine lors d'une manifestation visant à protester contre une loi imposant l'afrikaans comme langue d'enseignement pour les enfants noirs, en lieu et place de l'anglais.
La photographie le représentant mort, porté dans les bras de Mbuyisa Makhubo, un autre écolier, aux côtés de sa sœur Antoinette Pieterson en uniforme d'écolière, devient iconique à l'échelle mondiale et le symbole de la répression contre la population noire organisée par le gouvernement sud-africain et de ses lois sur l'apartheid. Le cliché, pris par le photographe sud-africain Sam Nzima, fait partie d'une série de six clichés et fut publié le lendemain dans le quotidien noir de Johannesbourg, The World.

## Hommages
Le musée Hector-Pieterson, inauguré le 16 juin 2002 par Nelson Mandela, rendant hommage au jeune garçon, se situe près de l'endroit où il a été tué.
En 2004, Hector Pieterson est classé 84e plus grand sud-africain lors de l'émission télévisée 100 Greatest South Africans.

## Postérité
Une des dernières séquences du film Cry Freedom (1987) de Richard Attenborough est directement inspirée par la photographie.

## À savoir
Le nom d'origine de la famille d'Hector Pieterson (et non Pietersen) était Pitso. La famille a modifié son patronyme en Pieterson dans l'espoir d'obtenir un « coloured pass ».